# Interestatal 49
La Interestatal 49 (I-49) es una Autopista Interestatal que se divide en cuatro segmentos: la porción original situada en su totalidad dentro del estado de Luisiana, otras dos nuevas secciones en Arkansas en el sur de Estados Unidos, y una nueva sección que se inauguró en el estado de Misuri en el medio oeste de Estados Unidos. El extremo meridional está en Lafayette, Luisiana, en la Interestatal 10, mientras que su extremo norte se encuentra en Kansas City, Misuri, en la Interestatal 435 y la Interestatal 470. Algunas partes de la carretera que quedan en Arkansas, Misuri y Texas, que unen a Kansas City con Nueva Orleans, se encuentran en distintas fases de planificación o construcción.